# 陆叡
陸叡（？—1266年）， 字景思，号西云，会稽（今浙江绍兴）人，宋代词人。
陆佃五世孙。绍定五年（1232年）进士，追随贾似道，淳祐年间任置使参议。宝祐五年（1257），礼部员外郎除秘书少监，又除起居舍人。官至集英殿修撰，江南东路计度转运副使兼淮西总领。咸淳二年（1266年），卒。《全宋词》存其词三首。